# ヒメウーリサス
ヒメウーリサス（学名 : Himeoolithus、「小さく可愛い卵の石」の意味）は、2020年に報告された獣脚類恐竜の卵化石に付けられた学名である。タイプ種ヒメウーリサス・ムラカミイ（Himeoolithus murakamii）は世界最小の恐竜の卵化石としてギネス世界記録に認定されている。

## 発見
兵庫県丹波市および丹波篠山市周辺地域に広がる地層からは日本有数の恐竜化石の産出が知られており、2024年時点でタンバティタニス、ヒプノヴェナトル、ササヤマグノームスが新属として報告されている。丹波地域では2016年時点で卵化石が発見されており、また、2019年1月から3月にかけての大規模な調査でもいくつか卵や卵殻片の化石が発見されていた。
その後、卵化石の専門家である筑波大学の田中康平により、鳥類に進化する前の段階の獣脚類の卵であると結論付けられた。当該の卵化石はヒメウーリサス・ムラカミイとして2020年8月に論文に記載された。ヒメ (hime) は「小さい、可愛らしい」という日本語に由来し、oolithusはギリシャ語で「卵の石」という意味を持つ。また種小名のmurakamiiは、丹波竜の発見者である村上茂への献名である。この化石は世界最小の恐竜の卵化石としてギネス世界記録にも登録された。

## 親恐竜について
親恐竜の化石は発見されていないが、2021年放送の『ダーウィンが来た!』にて専門家の監修を受け、コエルロサウルス類の羽毛恐竜として復元された。